# سای (شهرستان قره‌کولجه)
سای (به لاتین: Say) یک روستا در قرقیزستان است که در شهرستان قره‌کولجه واقع شده‌است. سای ۲٬۴۱۹ نفر جمعیت دارد.